# Nerik
Nerik (vagy Nerikka, URUNe-ri-ik[-ka] 𒌷𒉈𒊑𒅅𒅗) a hettita nép egyik szent városa, az arinnai Napistennő gyermekének, Vuruszemusz istennek születési helye. Fekvése egyelőre ismeretlen, annyi bizonyos, hogy Hattuszasztól körülbelül északi irányban kell keresni, de sem a pontos irány, sem a távolság nem ismert. A CTH#737 katalógusszámú ékírásos tábla szerint a városban vallásos „fesztiválokat” rendeztek a Nap istennője és fia, a viharisten számára, valamint a purulijasz nevű ünnepséget rendezték tavasszal a Föld istennője, Hebat és az Illujankasz sárkányt legyőző Teszub viharisten tiszteletére.
I. Hantilisz idején a purulijaszt Hattuszaszba helyezték át. Valószínűleg már erős volt a kaszka veszély, de az bizonyos, hogy I. Tudhalijasz alatt elfoglalták a kaszkák, ezért I. Arnuvandasz Vuruszemusz kultuszát is átköltöztette Hakpisz városába.
A várost csak II. Muvatallisz idején foglalták vissza a hettiták, majd a Hettita Birodalom bukásával Nerik is végleg eltűnt a történelemből.
2005-ben Rainer M. Czichon és Jörg Klinger a berlini egyetemről Vezirköprü település mellett kezdtek ásatásba, ahol Nerik városát sejtik. Ez Nerik eddigi legészakibb lokalizálása, és még bizonyításra vár.